# Nádherná nová vagína pana Garrisona
Nádherná nová vagína pana Garrisona (v anglickém originále Mr. Garrison's Fancy New Vagina) je první díl deváté řady amerického animovaného televizního seriálu Městečko South Park.

## Děj
Pan Garrison si začíná připadat jako žena uvězněná v těle muže. Rozhodne se, že se nechá přeoperovat na ženu, na paní Garrisonovou. To se ale nelíbí panu Otrokovi. Kyle se mezitím chce stát vysokým a černým, aby mohl hrát basketbal.